# Міжнародні свята
Міжнародні свята — зведений список офіційних і неофіційних міжнародних свят, що відзначаються в Україні.

## Календар
| Міжнародні Свята, що відзначають в Україні | | |
| Дата                                       | Назва                                                                                                   | Інформація |
| Січень                                     | | |
| 1 січня                                    | Новий рік                                                                                               | Свято є державним вихідним днем. У всіх регіонах для дітей організовано проводяться новорічні ранки з подарунками. Для старшого покоління проводяться різні концерти. Вихідний день в Україні з 1898 року, у 1930—1947 був робочим днем. Відновлено вихідний день з 1948 року. |
| 2 січня                                    | День Народження Айзека Азімова                                                                          | Відзначається фанатами Айзека Азімова і фанатами Наукової фантастики |
| 2 січня                                    | День наукової фантастики                                                                                | Похідне від попереднього. |
| 3 січня                                    | День народження Джона Рональда Руела Толкіна                                                            | Відзначається Толкіністами. |
| 4 січня                                    | День народження Луї Брайля                                                                              | Відзначається незрячими людьми. |
| 4 січня                                    | Всесвітній день азбуки Брайля                                                                           | Похідне від попереднього. |
| 5 січня                                    | День народження Меріліна Менсона                                                                        | Відзначається фанатами творчості Меріліна Менсона. |
| 6 січня                                    | День смерті Луї Брайля                                                                                  | Відзначається незрячими людьми. |
| 7 січня                                    | День смерті Ніколи Тесли                                                                                | Відзначається фанатами Ніколи Тесли. |
| 8 січня                                    | День народження Елвіса Преслі                                                                           | Відзначається фанатами творчості Елвіса Преслі. |
| 9 січня                                    | День народження Симони де Бовуар                                                                        | Відзначається феміністками. |
| 10 січня                                   | | |
| 11 січня                                   | | |
| 12 січня                                   | | |
| 13 січня                                   | | |
| 14 січня                                   | | |
| 15 січня                                   | | |
| 16 січня                                   | | |
| 17 січня                                   | | |
| 18 січня                                   | | |
| 19 січня                                   | | |
| 20 січня                                   | | |
| 21 січня                                   | | |
| 22 січня                                   | | |
| 23 січня                                   | | |
| 24 січня                                   | | |
| 26 січня                                   | | |
| 27 січня                                   | Міжнародний день пам'яті жертв Голокосту                                                                | |
| 28 січня                                   | | |
| 29 січня                                   | | |
| 30 січня                                   | Всесвітній день допомоги хворим на проказу.                                                             | Відзначається з 1954 року. |
| 31 січня                                   | | |
| Лютий                                      | | |
| 1 лютого                                   | | |
| 2 лютого                                   | День Бабака                                                                                             | Походить від Християнського Свята Стрітення. |
| 3 лютого                                   | | |
| 4 лютого                                   | Всесвітній день боротьби проти раку                                                                     | |
| 5 лютого                                   | | |
| 6 лютого                                   | Міжнародний день нетерпимого ставлення до операцій, які калічать жіночі статеві органи                  | |
| 7 лютого                                   | | |
| 8 лютого                                   | | |
| 9 лютого                                   | | |
| 10 лютого                                  | | |
| 11 лютого                                  | | |
| 12 лютого                                  | День Народження Чарльза Дарвіна                                                                         | |
| 13 лютого                                  | Всесвітній день радіо                                                                                   | |
| 14 лютого                                  | | |
| 15 лютого                                  | | |
| 16 лютого                                  | | |
| 17 лютого                                  | | |
| 18 лютого                                  | | |
| 19 лютого                                  | Міжнародний день захисту морських ссавців.                                                              | Цей день вважається днем захисту не лише китів, але і всіх морських ссавців та інших живих істот морів та океанів. |
| 20 лютого                                  | Всесвітній день соціальної справедливості                                                               | |
| 21 лютого                                  | Міжнародний день рідної мови                                                                            | |
| 22 лютого                                  | Європейський день підтримки жертв злочинів.                                                             | Заснований 1990 року міжнародною правозахисною організацією Victim Support Europe |
| 23 лютого                                  | | |
| 24 лютого                                  | | |
| 25 лютого                                  | | |
| 26 лютого                                  | | |
| 27 лютого                                  | | |
| 28 лютого                                  | | |
| 29 лютого                                  | | |
| Березень                                   | | |
| 1 березня                                  | Всесвітній день цивільної оборони                                                                       | Цього дня набрав чинності статут Міжнародної організації цивільної оборони (ICDO), який схвалили 18 держав. |
| 2 березня                                  | | |
| 3 березня                                  | Всесвітній день дикої природи                                                                           | |
| 4 березня                                  | | |
| 5 березня                                  | | |
| 6 березня                                  | | |
| 7 березня                                  | | |
| 8 березня                                  | Міжнародний жіночий день                                                                                | |
| 9 березня                                  | | |
| 10 березня                                 | | |
| 11 березня                                 | | |
| 12 березня                                 | | |
| 13 березня                                 | | |
| 14 березня                                 | | |
| 15 березня                                 | Всесвітній день захисту прав споживачів.                                                                | 15 березня 1962 року президент США Джон Кеннеді, виступаючи зі зверненням до Конгресу та об'єднань споживачів вперше проголосив права споживачів. День прав споживачів вперше відзначався 15 березня 1983 року. |
| 16 березня                                 | | |
| 17 березня                                 | | |
| 18 березня                                 | | |
| 19 березня                                 | | |
| 20 березня                                 | Міжнародний день щастя                                                                                  | |
| 21 березня                                 | Міжнародний день лісів.                                                                                 | Цей день зв'язаний з діяльністю щодо садження лісів та висвітлення важливості збільшення кількості зелених насаджень. Цей день відзначається урядами та міжнародними організаціями для визначення плану збереження лісів. |
| 22 березня                                 | Всесвітній день водних ресурсів.                                                                        | День водних ресурсів бере свій початок з Конференції з довкілля та розвитку, що мала місце у 1992 році у Ріо-де-Жанейро. Основною причиною святкування цього дня є швидке зменшення запасів питної води. |
| 23 березня                                 | Всесвітній метеорологічний день.                                                                        | У 1960 році Всесвітня організація метеорології вирішила, що 23 березня буде святкуватися як Всесвітній день метеорології. Метою святкування є акцентування важливості метеорології і метеорологічної служби у забезпеченні добробуту населення. Щороку вибирається нове гасло цього дня, яке покликане допомогти людям зрозуміти значення метеорологічної служби. |
| 24 березня                                 | Всесвітній день боротьби проти туберкульозу                                                             | |
| 25 березня                                 | | |
| 26 березня                                 | | |
| 27 березня                                 | Всесвітній день театру.                                                                                 | Міжнародний день театру відзначається щорічно з 1962 року. Установлений у Відні на 9-му конгресі Міжнародного інституту театру (МІТ) при ЮНЕСКО в 1961 році. |
| 28 березня                                 | | |
| 29 березня                                 | | |
| 30 березня                                 | | |
| 31 березня                                 | | |
| Квітень                                    | | |
| 1 квітня                                   | День сміху                                                                                              | |
| 2 квітня                                   | Всесвітній день поширення інформації про аутизм                                                         | |
| 3 квітня                                   | | |
| 4 квітня                                   | Міжнародний день просвіти з питань мінної небезпеки і допомоги в діяльності, пов'язаної з розмінуванням | |
| 5 квітня                                   | Міжнародний день Сумління.                                                                              | Свято встановлено Резолюцією ООН у 2019 році. Перше відзначення цього свята відбулося у 2020 році. |
| 6 квітня                                   | Міжнародний день спорту на благо миру та розвитку                                                       | |
| 7 квітня                                   | Всесвітній день здоров'я.                                                                               | Відзначається щорічно 7 квітня починаючи з 1950 року. Цього дня в 1948 році набрав чинності Статут Всесвітньої організації охорони здоров'я (ВООЗ). |
| 8 квітня                                   | | |
| 9 квітня                                   | | |
| 10 квітня                                  | | |
| 11 квітня                                  | | |
| 12 квітня                                  | Міжнародний день польоту людини в космос                                                                | |
| 13 квітня                                  | | |
| 14 квітня                                  | Світовий день кванта                                                                                    | |
| 15 квітня                                  | Міжнародний день культури                                                                               | |
| 16 квітня                                  | Міжнародний день голосу                                                                                 | |
| 17 квітня                                  | | |
| 18 квітня                                  | Міжнародний день визначних пам'яток і історичних місць                                                  | |
| 19 квітня                                  | | |
| 20 квітня                                  | | |
| 21 квітня                                  | Всесвітній день творчості та інноваційної діяльності                                                    | |
| 22 квітня                                  | Міжнародний день Землі.                                                                                 | 22 квітня 1970 року у США, в Нью-Йорку, студенти, школярі та їхні вчителі вперше організували національний День Землі, запропонувавши зазирнути вглиб екологічних проблем і разом пошукати їх вирішення. З 1990 року цей день проголошено міжнародним, в Україні відзначається з 1992 року. |
| 23 квітня                                  | Всесвітній день книги й авторського права.                                                              | Ідея святкування виникла в Каталонії, де 23 квітня, в день Святого Георгія — покровителя Каталонії, жінкам вручають троянди, а кожен чоловік може розраховувати на отримання в подарунок хоч однієї книги. Троянда натякає на кров, пролиту Георгієм в битві з драконом, а книжки нагадують про сумну дату 23 квітня 1616 року, день смерті Сервантеса, автора роману «Винахідливий гідальго Дон Кіхот з Ламанчі». У 1996 році ЮНЕСКО інтернаціоналізувала це свято, підтвердивши свою прихильність справі заохочення читання, книговидання і захисту інтелектуальної власності. |
| 24 квітня                                  | Всесвітній день захисту лабораторних тварин                                                             | |
| 25 квітня                                  | | |
| 26 квітня                                  | Міжнародний день пам'яті про чорнобильську катастрофу                                                   | |
| 26 квітня                                  | Міжнародний день інтелектуальної власності.                                                             | Генеральна асамблея Всесвітньої організації інтелектуальної власності на своєму засіданні у вересні 2000 року ухвалила рішення про встановлення цього свята. При цьому вона виходила з того, що 26 квітня знаменує собою народження ВОІВ, організації, покликаній сприяти охороні і розвитку інтелектуальної власності у всьому світі. |
| 27 квітня                                  | | |
| 28 квітня                                  | Всесвітній день охорони праці.                                                                          | Заснований Міжнародною організацією праці (МОП). Вперше відзначався у 2003 році. |
| 29 квітня                                  | | |
| 30 квітня                                  | | |
| Травень                                    | | |
| 1 травня                                   | | |
| 2 травня                                   | Міжнародний День Гаррі Поттера.                                                                         | Святкується фанатами Гаррі Поттера в Україні. |
| 3 травня                                   | Всесвітній день свободи преси                                                                           | |
| 4 травня                                   | | |
| 5 травня                                   | | |
| 6 травня                                   | | |
| 7 травня                                   | | |
| 8 травня                                   | День Народження Анрі Дюнана                                                                             | Відзначається медиками. |
| 8 травня                                   | Міжнародний день Червоного Хреста і Червоного Півмісяця.                                                | Похідне від попереднього. У серпні 1864-го року він вперше почав обстоювати право на життя, недоторканність і полегшення страждань людей в умовах збройних конфліктів. |
| 9 травня                                   | | |
| 10 травня                                  | | |
| 11 травня                                  | | |
| 12 травня                                  | | |
| 13 травня                                  | | |
| 14 травня                                  | | |
| 15 травня                                  | | |
| 16 травня                                  | | |
| 17 травня                                  | | |
| 18 травня                                  | | |
| 19 травня                                  | | |
| 20 травня                                  | | |
| 21 травня                                  | | |
| 22 травня                                  | | |
| 23 травня                                  | | |
| 24 травня                                  | | |
| 25 травня                                  | | |
| 26 травня                                  | | |
| 27 травня                                  | | |
| 28 травня                                  | | |
| 29 травня                                  | | |
| 30 травня                                  | | |
| 31 травня                                  | | |
| Червень                                    | | |
| 1 червня                                   | | |
| 2 червня                                   | | |
| 3 червня                                   | | |
| 4 червня                                   | | |
| 5 червня                                   | | |
| 6 червня                                   | | |
| 7 червня                                   | | |
| 8 червня                                   | | |
| 9 червня                                   | | |
| 10 червня                                  | | |
| 11 червня                                  | | |
| 12 червня                                  | | |
| 13 червня                                  | | |
| 14 червня                                  | | |
| 15 червня                                  | | |
| 16 червня                                  | | |
| 17 червня                                  | | |
| 18 червня                                  | | |
| 19 червня                                  | | |
| 20 червня                                  | | |
| 21 червня                                  | | |
| 22 червня                                  | | |
| 23 червня                                  | | |
| 24 червня                                  | | |
| 25 червня                                  | | |
| 26 червня                                  | | |
| 27 червня                                  | | |
| 28 червня                                  | | |
| 29 червня                                  | | |
| 30 червня                                  | | |
| Липень                                     | | |
| 1 липня                                    | | |
| 2 липня                                    | | |
| 3 липня                                    | | |
| 4 липня                                    | | |
| 5 липня                                    | | |
| 6 липня                                    | | |
| 7 липня                                    | | |
| 8 липня                                    | | |
| 9 липня                                    | | |
| 10 липня                                   | | |
| 11 липня                                   | | |
| 12 липня                                   | | |
| 13 липня                                   | | |
| 14 липня                                   | | |
| 15 липня                                   | | |
| 16 липня                                   | | |
| 17 липня                                   | | |
| 18 липня                                   | | |
| 19 липня                                   | | |
| 20 липня                                   | | |
| 21 липня                                   | | |
| 22 липня                                   | | |
| 23 липня                                   | | |
| 24 липня                                   | | |
| 25 липня                                   | | |
| 26 липня                                   | | |
| 27 липня                                   | | |
| 28 липня                                   | | |
| 29 липня                                   | | |
| 30 липня                                   | | |
| 31 липня                                   | | |
| Серпень                                    | | |
| 1 серпня                                   | | |
| 2 серпня                                   | | |
| 3 серпня                                   | | |
| 4 серпня                                   | | |
| 5 серпня                                   | | |
| 6 серпня                                   | | |
| 7 серпня                                   | | |
| 8 серпня                                   | | |
| 9 серпня                                   | | |
| 10 серпня                                  | | |
| 11 серпня                                  | | |
| 12 серпня                                  | | |
| 13 серпня                                  | | |
| 14 серпня                                  | | |
| 15 серпня                                  | | |
| 16 серпня                                  | | |
| 17 серпня                                  | | |
| 18 серпня                                  | | |
| 19 серпня                                  | | |
| 20 серпня                                  | | |
| 21 серпня                                  | | |
| 22 серпня                                  | | |
| 23 серпня                                  | | |
| 24 серпня                                  | | |
| 25 серпня                                  | | |
| 26 серпня                                  | | |
| 27 серпня                                  | | |
| 28 серпня                                  | | |
| 29 серпня                                  | | |
| 30 серпня                                  | | |
| 31 серпня                                  | | |
| Вересень                                   | | |
| 1 вересня                                  | | |
| 2 вересня                                  | | |
| 3 вересня                                  | | |
| 4 вересня                                  | | |
| 5 вересня                                  | | |
| 6 вересня                                  | | |
| 7 вересня                                  | | |
| 8 вересня                                  | | |
| 9 вересня                                  | | |
| 10 вересня                                 | | |
| 11 вересня                                 | | |
| 12 вересня                                 | | |
| 13 вересня                                 | | |
| 14 вересня                                 | | |
| 15 вересня                                 | | |
| 16 вересня                                 | | |
| 17 вересня                                 | | |
| 18 вересня                                 | | |
| 19 вересня                                 | | |
| 20 вересня                                 | | |
| 21 вересня                                 | | |
| 22 вересня                                 | | |
| 23 вересня                                 | | |
| 24 вересня                                 | | |
| 25 вересня                                 | | |
| 26 вересня                                 | | |
| 27 вересня                                 | | |
| 29 вересня                                 | | |
| 30 вересня                                 | | |
| Жовтень                                    | | |
| 1 жовтня                                   | | |
| 2 жовтня                                   | | |
| 3 жовтня                                   | | |
| 4 жовтня                                   | | |
| 5 жовтня                                   | | |
| 6 жовтня                                   | | |
| 7 жовтня                                   | | |
| 8 жовтня                                   | | |
| 9 жовтня                                   | | |
| 10 жовтня                                  | | |
| 11 жовтня                                  | | |
| 12 жовтня                                  | | |
| 13 жовтня                                  | | |
| 14 жовтня                                  | | |
| 15 жовтня                                  | | |
| 16 жовтня                                  | | |
| 17 жовтня                                  | | |
| 18 жовтня                                  | | |
| 19 жовтня                                  | | |
| 20 жовтня                                  | | |
| 21 жовтня                                  | | |
| 22 жовтня                                  | | |
| 23 жовтня                                  | | |
| 24 жовтня                                  | | |
| 25 жовтня                                  | | |
| 26 жовтня                                  | | |
| 27 жовтня                                  | | |
| 28 жовтня                                  | | |
| 29 жовтня                                  | | |
| 30 жовтня                                  | | |
| 31 жовтня                                  | | |
| Листопад                                   | | |
| 1 листопада                                | | |
| 2 листопада                                | | |
| 3 листопада                                | | |
| 4 листопада                                | | |
| 5 листопада                                | | |
| 6 листопада                                | | |
| 7 листопада                                | | |
| 8 листопада                                | | |
| 9 листопада                                | | |
| 10 листопада                               | | |
| 11 листопада                               | | |
| 12 листопада                               | | |
| 13 листопада                               | | |
| 14 листопада                               | | |
| 15 листопада                               | | |
| 16 листопада                               | | |
| 17 листопада                               | | |
| 18 листопада                               | | |
| 19 листопада                               | | |
| 20 листопада                               | | |
| 21 листопада                               | | |
| 22 листопада                               | | |
| 23 листопада                               | | |
| 24 листопада                               | | |
| 25 листопада                               | | |
| 26 листопада                               | | |
| 27 листопада                               | | |
| 28 листопада                               | | |
| 29 листопада                               | | |
| 30 листопада                               | | |
| Грудень                                    | | |
| 1 грудня                                   | | |
| 2 грудня                                   | | |
| 3 грудня                                   | | |
| 4 грудня                                   | | |
| 5 грудня                                   | | |
| 6 грудня                                   | | |
| 7 грудня                                   | | |
| 8 грудня                                   | | |
| 9 грудня                                   | | |
| 10 грудня                                  | | |
| 11 грудня                                  | | |
| 12 грудня                                  | | |
| 13 грудня                                  | | |
| 14 грудня                                  | | |
| 15 грудня                                  | | |
| 16 грудня                                  | | |
| 17 грудня                                  | | |
| 18 грудня                                  | | |
| 19 грудня                                  | | |
| 20 грудня                                  | | |
| 21 грудня                                  | | |
| 22 грудня                                  | | |
| 23 грудня                                  | | |
| 24 грудня                                  | | |
| 25 грудня                                  | | |
| 26 грудня                                  | | |
| 27 грудня                                  | | |
| 28 грудня                                  | | |
| 29 грудня                                  | | |
| 30 грудня                                  | | |
| 31 грудня                                  | | |

## Травень
- 12 травня — Міжнародний день медичної сестри
- 15 травня — Міжнародний день сім'ї. У 1993 році Генеральна асамблея ООН прийняла постанову, що починаючи з 1994 року 15 травня щорічно буде відзначатися Міжнародний день сім'ї.
- 17 травня — Всесвітній день телекомунікацій та інформаційного суспільства
- Третій четвер травня — День вишиванки. Міжнародне свято, яке покликане зберегти споконвічні народні традиції створення та носіння етнічного вишитого українського одягу. Започатковане 2006 року.
- 21 травня — Міжнародний день чаю
- 22 травня — Міжнародний день біологічного різноманіття
- 25 травня — День Ґіка. Неофіційне свято.
- 29 травня — Міжнародний день миротворців
- 31 травня — День боротьби з тютюнопалінням

## Червень
- 1 червня — Міжнародний день дітей
- 5 червня — Всесвітній день охорони довкілля
- 8 червня — Всесвітній день океанів
- 14 червня — Всесвітній день донора крові
- 20 червня — Всесвітній день біженців
- 21 червня — Міжнародний день йоги
- 23 червня — День державної служби ООН
- 30 червня — Міжнародний день астероїда

## Липень
- 14 липня — Міжнародний день небінарних людей. Відзначається з 2012 року.
- 20 липня — Міжнародний день шахів. Відзначається з 1924 року за ініціативою Всесвітньої шахової федерації (ФІДЕ).
- 30 липня — Міжнародний день дружби

## Серпень
- 8 серпня — Міжнародний день кота. Започатковане 2002 року Міжнародним фондом захисту тварин.
- 9 серпня — Міжнародний день корінних народів світу
- 12 серпня — Міжнародний день молоді

## Вересень
- 8 вересня — Міжнародний день грамотності
- 11 вересня — Всесвітній день боротьби з тероризмом. Міжнародне свято, виникнення якого пов'язане із Терактом 11 вересня 2001 року.
- 15 вересня — Міжнародний день демократії
- 21 вересня — Міжнародний день миру
- 27 вересня — Всесвітній день туризму
- 30 вересня — Міжнародний день перекладача

## Жовтень
- 1 жовтня — Міжнародний день осіб похилого віку
- 5 жовтня — Всесвітній день учителів
- 6 жовтня — Всесвітній день середовища проживання
- 9 жовтня — Всесвітній день пошти
- 11 жовтня — Міжнародний день дівчаток
- 25 жовтня — Міжнародний день військового капелана
- 31 жовтня — Міжнародний день Чорного моря

## Листопад
- 12 листопада — День україномовної преси
- 16 листопада — Міжнародний день толерантності
- 17 листопада — Міжнародний день студентів
- 19 листопада — Всесвітній день туалету
- 20 листопада — Всесвітній день дитини
- 21 листопада — Всесвітній день телебачення

## Грудень
- 1 грудня — Всесвітній день боротьби зі СНІДом
- 3 грудня — Міжнародний день людей з інвалідністю
- 5 грудня — Міжнародний день волонтера. Почав активно відзначатися після Революції Гідності.
- 7 грудня — Міжнародний день цивільної авіації
- 9 грудня — Міжнародний день боротьби з корупцією
- 10 грудня — День прав людини
- 11 грудня — Міжнародний день гір
- 18 грудня — Міжнародний день мігрантів
- 20 грудня — Міжнародний день солідарності людей